# ماکرونزی

ماکرونزی

ماکرونزی (انگلیسی: Macaronesia) مجموعه‌ای شامل چهار مجمع‌الجزایر در اقیانوس اطلس شمالی است که در سواحل قاره‌های اروپا و آفریقا قرار دارند. به غیر از جزایر آزور که بخشی از اروپا به‌شمار می‌رود، دیگر جزایر ماکرونزی به قاره آفریقا نزدیک‌تر هستند. جزایر ماکرونزی متعلق به سه کشور پرتغال، اسپانیا و کیپ ورد هستند.
چهار مجمع‌الجزایر اصلی ماکرونزی از شمال به جنوب عبارتند از:
- آزور (پرتغال)
- مادیرا (پرتغال) که شامل جزایر دزرتاس، جزیره پورتو سانتو و جزایر سلواژنز نیز می‌شود.
- جزایر قناری (اسپانیا)
- کیپ ورد